# 元谷拓
元谷 拓（もとや たく、1975年5月21日 - ）は、日本の実業家。石川県小松市出身。2025年現在はアパグループ専務を務める。父は元谷外志雄、母は元谷芙美子、兄は現アパグループ社長の元谷一志。

## 略歴
石川県立金沢二水高等学校、中央大学経済学部卒業。大学卒業後北陸銀行に3年間勤務するが、後に退社し両親の経営するアパグループに入る。アパグループでは主にホテル事業を担当しているほか、「アパ社長カレー」などの企画商品の立案にも関わっている。

## 著書
- アパ社長カレーの野望（青春出版社、2020年）
- 人生に奇跡を起こす わらしべ長者の魔法（東京ニュース通信社、2021年）
- 誰も知らない帝王学 能ある鷹は爪を出せ（東京ニュース通信社、2023年）